# 清川村立緑中学校
清川村立緑中学校（きよかわそんりつみどりちゅうがっこう）は、神奈川県愛甲郡清川村煤ヶ谷にある公立中学校。

## 沿革
（出典：）
- 1947年（昭和22年）
  - 4月1日 - 煤ヶ谷村立煤ヶ谷中学校として創立。
  - 日付不明 - 開校式挙行（小学校と併設）。
- 1948年（昭和23年） - 煤ヶ谷1945番地に新校舎落成。
- 1952年（昭和27年） - 校章制定。
- 1956年（昭和31年）9月30日 - 煤ヶ谷村と宮ヶ瀬村が合併した清川村発足により、清川村立緑中学校と改称。
- 1952年（昭和32年） - 創立10周年記念式典挙行。
- 1961年（昭和36年） - 学校植林地唐沢2町歩に地上権設立。
- 1963年（昭和38年） - 技術科室完成。同年、校服（女子）制定。
- 1967年（昭和42年） - 校歌制定。
- 1968年（昭和43年） - 校長室完成。
- 1970年（昭和45年） - 保健室・放送室・用務員室完成。
- 1976年（昭和51年） - 丹沢分校が休校となる。
- 1977年（昭和52年） - 新校舎完成。
- 1984年（昭和59年） - 体育館完成。
- 1985年（昭和60年） - 丹沢分校開校。
- 1988年（昭和63年） - 丹沢分校休校。
- 1989年（平成元年） - 新校舎増築計画始まる。
- 1990年（平成2年） - 増築校舎竣工。
- 1993年（平成5年） - PC教室改修、PC教室設置。
- 1997年（平成9年） - 下水道完成。
- 1999年（平成11年） - 校舎北側通路完成。
- 2001年（平成13年） - 本館耐震工事と外塗装工事実施。
- 2002年（平成14年） - 体育館天井補修工事実施。
- 2003年（平成15年） - 校舎塗装工事完成。同年、丹沢分校廃校。
- 2005年（平成17年） - みどりホールにエアコン設置。
- 2006年（平成18年） - 体育館にグランドピアノ設置。
- 2010年（平成22年） - 校舎窓枠改修工事。
- 2013年（平成25年） - PTA寄贈による、体育館演台用カバー設置。
- 2015年（平成27年） - 校内LAN設置工事。
- 2019年（令和元年） - 特別教室にエアコン設置。
- 2020年（令和2年） - 緑中学校区学校運営協議会設置。

## 学校周辺
- 根岸沢（川）
- 神奈川県道64号伊勢原津久井線（宮ヶ瀬レイクライン）
- 中根自治会館

## アクセス
- 神奈川中央交通「厚19」・「厚20」・「厚21」・「厚22」の各系統で、「公民館前」バス停下車後、徒歩約170 m・約3分。
  - 小田急電鉄小田原線本厚木駅から、上述の神奈中バスで、「公民館前」バス停下車後、徒歩。